# Club Esportiu Santa Maria Atlètic
El Club Esportiu Santa Maria Atlètic (popularment, Santa Maria femení) era un club de futbol femení de Santa Maria del Camí (Mallorca, Illes Balears) fundat el 1980 i desaparegut cap a 1990.

## Història
Va ser un dels primers equips de futbol femení organitzats a Mallorca, ja que va sorgir durant la primera etapa de la competició federada a les Illes Balears entre 1981 i 1988. A més, l'equip no va sorgir a partir d'un club ja existent (en aquest cas, el CE Santa Maria) sinó que fou creat com una entitat esportiva nova i totalment independent, a diferència de la majoria d'equips sorgits llavors com a seccions de clubs masculins.
Va participar en la Lliga Regional de Mallorca de futbol femení des de la seva creació, la temporada 1981-82. Nascut inicialment com un equip més, gradualment va augmentar el seu potencial esportiu fins convertir-se en el principal oponent del clar dominador de la dècada: el bloc de jugadores que va competir successivament amb el CE CIDE (1980-84), Atlètic Balears (1984-85) i Joventut Bunyola (1985-88).
La temporada 1987-88 va assolir el seu primer campionat regional, fet que li va permetre optar a ingressar a la Primera Divisió estatal que va crear-se la temporada següent. Així, l'equip santamarier fou un dels deu equips fundadors del campionat espanyol, la temporada 1988-89. Va quedar cuer, i malgrat que la inexistència d'una categoria inferior li permetia continuar va desaparèixer, a causa de l'esforç econòmic fet per poder competir.
Una de les seves components més destacades, Mari Cruz Muñoz, va ser una de les primeres jugadores en participar amb la selecció espanyola.

### Classificacions en lliga
Lliga Regional Mallorca
| - 1981-82: Regional (4t) - 1982-83: Regional (4t) - 1983-84: Regional (?) - 1984-85: Regional (2n) | - 1985-86: Regional (2n) - 1986-87: Regional (2n) - 1987-88: Regional (1r) |

Primera divisió estatal
- 1988-89: Primera divisió (9è)

## Dades del club
- Temporades a Primera Divisió estatal (1): 1988-89
- Temporades a Lliga regional (7): 1981-82 a 1987-88